# Miszla
Miszla là một thị trấn thuộc hạt Tolna, Hungary. Thị trấn này có diện tích 34,71 km², dân số năm 2010 là 283 người, mật độ 8 người/km².